# The String Quartet Tribute
The String Quartet Tribute – seria coverów nagranych przez kilka różnych kwartetów smyczkowych wydawana przez Vitamin Records. Każde kolejne wydawnictwo dotyczy jednego zespołu, i zawiera klasyczne wersje jego utworów. W cyklu użyto wielu instrumentów, jednak zdecydowanie najczęściej pojawiają się skrzypce i kontrabasy. Poprzez lata trwania cykl rozrósł się do ogromnych rozmiarów (232 albumy), honorując przede wszystkim grupy głównego nurtu muzycznego i muzyki indie. Seria obejmuje wiele gatunków muzycznych, między innymi rock, pop, punk rock, techno, hardcore punk, country, metal i rap. Album Exit... Stage Right: String Quartet Tribute to Rush nominowany był do Grammy Award.

## Częściowa dyskografia

### 0–9
- String Quartet Tribute to 2Pac
- String Quartet Tribute to 3 Doors Down
- String Quartet Tribute to 311
- String Quartet Tribute to 30 Seconds to Mars

### A
- String Quartet Tribute to A Perfect Circle
- Back In Baroque: The String Tribute to AC/DC
- String Quartet Tribute to Aerosmith
- In the Chamber: The String Quartet Tribute to AFI
- The String Quartet Tribute to Alice in Chains
- Precious Things: The String Quartet Tribute to Tori Amos
- String Quartet Tribute to Alicia Keys
- String Quartet Tribute to Alison Krauss
- Idol Worship: The String Quartet Tribute to American Idol
- String Quartet Tribute to Arcade Fire’s Funeral
- String Quartet Tribute to Atreyu
- String Quartet Tribute to Audioslave
- String Quartet Tribute to Audioslave (Re-Release)

### B
- String Quartet Tribute to Bad Religion
- String Quartet Tribute to The Beach Boys Pet Sounds
- String Quartet Tribute to The Beatles
- String Quartet Tribute to Beyoncé
- String Quartet Tribute to Billy Joel
- Ice: The String Tribute to Björk
- Violently: The String Quartet Tribute to Björk
- String Quartet Tribute to Black Sabbath
- String Quartet Tribute to Bob Dylan
- Count Me In: The String Quartet Tribute to Bon Jovi
- String Quartet Tribute to Breaking Benjamin
- String Quartet Tribute to Bright Eyes: Beautiful In The Morning
- String Quartet Tribute to Garth Brooks
- String Quartet Tribute to Jeff Buckley
- String Quartet Tribute to Jimmy Buffett

### C
- String Quartet Tribute to Casting Crowns
- String Quartet Tribute to Céline Dion
- An Evening with Diablo: A String Tribute to Chevelle
- String Quartet Tribute to Clay Aiken
- String Quartet Tribute to Coheed and Cambria
- The String Quartet Tribute to Coheed and Cambria’s In Keeping Secrets of Silent Earth: 3
- String Quartet Tribute to Coldplay
- Scorched Earth Orchestra Plays Cradle of Filth: The Orchestral Tribute
- String Quartet Tribute to Creed
- String Quartet Tribute to Crosby, Stills, Nash & Young
- String Quartet Tribute to The Cure

### D
- String Quartet Tribute to The Dark Side of the Moon
- String Quartet Tribute to The Darkness
- Songs You Have Come To Love The Most: A String Quartet Tribute to Dashboard Confessional
- String Quartet Tribute to Dave Matthews Band
- String Quartet Tribute to David Bowie
- String Quartet Tribute to David Gray
- Ghost: The String Quartet Tribute to Death Cab for Cutie
- String Quartet Tribute to Deftones
- String Quartet Tribute to Depeche Mode
- String Quartet Tribute to Diana Krall
- String Quartet Tribute to Dido
- Are You Breathing: The String Quartet to Disturbed
- String Quartet Tribute to the Dixie Chicks
- String Quartet Tribute to The Doors
- String Quartet Tribute to Dream Theater
- String Quartet Tribute to Duran Duran

### E
- String Quartet Tribute to Eagles
- Oceans: The String Quartet Tribute to Enya
- Dreams: The String Quartet Tribute to Enya Vol. 2
- String Quartet Tribute to Eric Clapton
- String Quartet Tribute to Evanescence
- String Quartet Tribute to Evanescence 2

### F
- String Quartet Tribute to Fall Out Boy
- Strung Out on Fiona Apple: A String Quartet Tribute
- String Quartet Tribute to The Flaming Lips
- String Quartet Tribute to Fleetwood Mac
- Rumours: The String Quartet Tribute to Fleetwood Mac
- Resident Adolescence: The String Quartet Tribute to the Foo Fighters
- Shape and Colour of My Heart: The String Quartet Tribute to Foo Fighters
- Ordinary Heroes: The String Quartet Tribute to Foo Fighters

### G
- String Quartet Tribute to Peter Gabriel
- String Quartet Tribute to Garbage
- String Quartet Tribute to Godsmack
- Anthem: The String Quartet Tribute to Good Charlotte
- String Quartet Tribute to Green Day’s American Idiot
- String Quartet Tribute to Guns N’ Roses
- String Quartet Tribute to Guns N’ Roses(Ponownie wydane z 4 bonus trackami)

### H
- String Quartet Tribute to PJ Harvey
- Arteries Untold: The String Quartet Tribute to Hawthorne Heights
- String Quartet Tribute to Jimi Hendrix
- String Quartet Tribute to Faith Hill
- Uninhibited: String Quartet Tribute to Hinder
- Leave Nothing Behind: Strung Out on Hoobastank – The String Quartet Tribute
- The String Quartet Tribute to HIM

### I
- String Quartet Tribute to Incubus
- New Skin: The String Quartet Tribute to Incubus Vol. 2
- Anatomy of Evil: The String Quartet Tribute to Iron Maiden
- Interstellar: The String Quartet Tribute to Interpol

### J
- String Quartet Tribute to Janet Jackson
- String Quartet Tribute to Jane’s Addiction
- String Quartet Tribute to Jet
- String Quartet Tribute to Jewel
- String Quartet Tribute to Elton John

### K
- String Quartet Tribute to The Killers
- String Quartet Tribute to KISS
- Hurt Inside: A String Quartet Tribute to KoЯn

### L
- Baroque Tribute to Led Zeppelin
- String Quartet Tribute to Led Zeppelin
- String Quartet Tribute to Led Zeppelin Vol. 2
- String Quartet Tribute to John Lennon
- Break Stuff: The String Quartet Tribute to Limp Bizkit
- In The Chamber with Linkin Park: The String Quartet Tribute
- String Quartet Tribute Linkin Park’s Meteora
- String Quartet Tribute to Lynyrd Skynyrd – This Sweet Home
- String Quartet Tribute to Lacuna Coil: Spiral Sounds

### M
- String Quartet Tribute to Madonna
- A Taste of Chaos Ensemble Performs Mastodon’s Leviathan
- String Quartet Tribute to Paul McCartney
- String Quartet Tribute to Tim McGraw
- String Quartet Tribute to Sarah McLachlan
- Under Your Skin: The String Quartet Tribute to Maroon 5
- String Quartet Tribute to The Mars Volta
- String Quartet Tribute to The Matrix
- Restrung: The String Quartet Tribute to The Matrix
- Heavier Strings: A String Quartet Tribute to John Mayer’s Heavier Things
- String Quartet Tribute to John Cougar Mellencamp
- The Angry String Quartet Tribute to Metallica
- String Quartet Tribute to Van Morrison
- String Quartet Tribute to Alanis Morissette
- Strung Out On Jagged Little Pill: The String Quartet Tribute to Alanis Morissette
- In The Chamber with Mudvayne: The String Quartet Tribute
- String Quartet Tribute to Muse
- Funeral: The String Quartet Tribute to My Chemical Romance

### N
- String Quartet Tribute to New Order & Joy Division
- Someday: The String Quartet Tribute to Nickelback Nickelback
- String Quartet Tribute to Nine Inch Nails
- String Quartet Tribute to Nine Inch Nails’ Pretty Hate Machine
- String Quartet Tribute to Nirvana
- String Quartet Tribute to Nirvana’s Nevermind
- String Quartet Tribute to No Doubt
- String Quartet Tribute to Norah Jones

### O
- String Quartet Tribute to The Offspring
- Decadence & Vanity: The String Quartet Tribute to Oasis

### P
- Revolution: The String Quartet Tribute to P.O.D.
- Strung Out on Panic! at the Disco: A String Quartet Tribute
- String Quartet Tribute to Pantera
- Perfect Murder: Strung Out on Papa Roach
- String Quartet Tribute to Pearl Jam
- String Quartet Tribute to Phish
- String Quartet Tribute to Pink Floyd
- More Bricks: The String Quartet Tribute to Pink Floyd’s The Wall
- String Quartet Tribute to Pink Floyd’s the The Dark Side of the Moon
- String Quartet Tribute to Pixies
- Symphonic Tribute to Prince’s Purple Rain
- String Quartet Tribute to Puddle of Mudd

### Q
- String Quartet Tribute to Queen
- Strings For The Deaf: The String Quartet Tribute to Queens of the Stone Age
- String Quartet Tribute to Queens of the Stone Age Vol.2

### R
- Enigmatic: The String Quartet Tribute to Radiohead
- Strung Out on Kid A: The String Quartet Tribute to Radiohead
- Strung Out on OK Computer: The String Tribute to Radiohead
- String Quartet Tribute to R.E.M.
- String Quartet Tribute to R.E.M. Vol. 2
- String Quartet Tribute to Red Hot Chili Peppers
- String Quartet Tribute to Relient K
- String Quartet Tribute to Rod Stewart
- String Quartet Tribute to The Rolling Stones
- String Quartet Tribute to The Roots
- Baroque Tribute to Rush
- Exit Stage Right: The String Tribute to Rush
- String Quartet Tribute to Rush’s 2112

### S
- String Quartet Tribute to Sade
- String Quartet Tribute to Saliva
- String Quartet Tribute to Santana
- String Quartet Tribute to Senses Fail
- String Quartet Tribute to Simple Plan
- String Quartet Tribute to Jessica Simpson
- Evil You Dread: The String Quartet Tribute to Slayer
- String Quartet Tribute to Elliott Smith
- String Quartet Tribute to The Smiths
- String Quartet Tribute to Snow Patrol
- String Quartet Tribute to Sonic Youth
- Hometown: The String Quartet Tribute to Bruce Springsteen
- In The Chamber with Staind: The String Quartet Tribute
- String Quartet Tribute to Gwen Stefani
- Tall In The Saddle: The String Quartet Tribute to George Strait
- Embracing the heaviness: The String Quartet Tribute to Stone Sour
- String Quartet Tribute to Sum 41
- String Quartet Tribute to Switchfoot
- String Quartet Tribute to System of a Down
- String Quartet Tribute to System of a Down’s Mezmerize (Brian McDovey)
- String Quartet Tribute to System of a Down’s Hypnotize
- String Quartet Tribute to The Smashing Pumpkins

### T
- Strung Out On Three Days Grace: A String Quartet Tribute
- Strung Out On Taking Back Sunday: A String Quartet Tribute
- String Quartet Tribute to James Taylor
- Strung Out On Thrice: A String Quartet Tribute
- String Quartet Tribute to Rob Thomas/Matchbox Twenty
- Anotomica: The String Quartet Tribute to Tool
- Chamber Made: The Baroque Tribute to Tool
- Finding Beauty In The Dissonance: A Piano Tribute To Tool
- Metamorphic: The String Quartet Tribute to Tool Vol. 2
- String Quartet Tribute to Tool
- The String Quartet Tribute to Tool’s Ænima
- Third Eye Open: The String Quartet Tribute to Tool
- String Quartet Tribute to Train
- String Quartet Tribute to Shania Twain

### U
- String Quartet Tribute to U2's The Joshua Tree
- Strung Out On U2: The String Quartet Tribute
- Still Strung Out On U2: The String Quartet Vol. 2
- Painted Red: Strung Out on Underøath
- The String Quartet Tribute to The Used

### V
- String Quartet Tribute to Velvet Revolver
- String Quartet Tribute to The Velvet Underground & Nico

### W
- Dad Get Me Out Of This!: The String Quartet Tribute to Warren Zevon
- Come On And Kick Me!: The String Quartet Tribute to Weezer
- Pull This String: String Quartet Tribute to Weezer (Re-Release)
- String Quartet Tribute to The White Stripes

### Y
- Olympus: The String Quartet Tribute to Yanni
- String Quartet Tribute to Yellowcard
- Rusted Moon: The String Quartet Tribute to Neil Young